# عبد الكريم النملة
الشيخ الأستاذ الدكتور عبد الكريم بن علي بن محمد النملة ولد في 1375/7/1هـ في البكيرية في منطقة القصيم، نشأ يتيم الأبوين حيث لم يرهما، حيث توفيت والدته وله من العمر سنتان فقط، وتوفي والده وله من العمر أربع سنين.

## الشهادات الحاصل عليها
- حصل على الشهادة الابتدائية عام (1388هـ) من المدرسة السعودية بالبكيرية.
- حصل على شهادة الكفاءة عام (1391هـ).
- حصل على شهادة الثانوية عام (1394هـ).
- حصل على شهادة الليسانس في الشريعة من كلية الشريعة بالرياض التابعة لجامعة الإمام محمد بن سعود الإسلامية وذلك عام (1398هـ).
- عين معيدا ً بكلية الشريعة بالرياض عام (1398هـ).
- حصل على درجة الماجستير في أصول الفقه من قسم أصول الفقه بكلية الشريعة عام (1402هـ) وعين بعدها على مرتبة محاضر.
- حصل على درجة الدكتوراه في أصول الفقه من قسم أصول الفقه بكلية الشريعة عام (1407هـ) وعين بعدها على مرتبة أستاذ مساعد.
- تمت ترقيته من درجة أستاذ مساعد إلى درجة أستاذ مشارك في عام (1412هـ) .
- وتمت ترقيته من أستاذ مشارك إلى أستاذ عام (1417هـ).
- قام بتدريس أصول الفقه منذ كان معيدا لطلاب وطالبات جامعة الإمام محمد بن سعود في الرياض وبعض فروع الجامعة.
- ثم تدريس وتعليم أصول الفقه وما يتصل به لطلاب وطالبات الدراسات العليا في كلية الشريعة بالرياض والمعهد العالي للقضاء وكلية التربية للبنات.

## مؤلفاته
- إتحاف ذوي البصائر بشرح روضة الناظر طبع في ثمانية مجلدات.
- المهذب في علم أصول الفقه المقارن طبع في خمس مجلدات.
- مخالفة الصحابي للحديث النبوي الشريف طبع في مجلد.
- الخلاف اللفظي عند الأصوليين طبع في مجلدين.
- الواجب الموسع عند الأصوليين طبع في مجلد.
- الإلمام في مسألة تكليف الكفار بفروع الإسلام طبع في غلاف.
- الرخص الشرعية وإثباتها بالقياس طبع في مجلد.
- أقل الجمع عند الأصوليين وأثر الاختلاف فيه طبع في مجلد.
- الجامع لمسائل أصول الفقه وتطبيقها على المذهب الراجح طبع في مجلد.
- إثبات العقوبات بالقياس طبع في غلاف.
- طرق دلالة الألفاظ على الأحكام عند الحنفية وأثرها الفقهي تحت الطبع.
- روضة الناظر وجنة المناظر في أصول الفقه.

## التحقيقات
- روضة الناظر وجنة المناظر لابن قدامة، تحقيق وتقديم وتعليق طبع في ثلاثة مجلدات دار العاصمة ومكتبة الرشد.
- شرح منهاج البيضاوي في علم الأصول للأصفهاني (تحقيق وتقديم وتعليق) طبع في مجلدين مكتبة الرشد.
- الأنجم الزاهرات في حل ألفاظ الورقات (تحقيق وتقديم وتعليق) طبع في مجلد مكتبة الرشد.
- الضياء اللامع شرح جمع الجوامع لابن حلولو المالكي (تحقيق وتعليق وتقديم) طبع منه المجلد الأول والثاني.
- نفائس الأصول شرح المحصول للقرافي (تحقيق وتعليق وتقديم) _ القسم الثاني تحت الطبع في عدة مجلدات.

## وفاته
توفي يوم الثلاثاء 13/شعبان/1435هـ وصلي عليه عصر الأربعاء في جامع الراجحي بالرياض.

## وصلات خارجية
- صفحة تعريفية بالشيخ عبد الكريم النملة